# Патрус-Карпатський Андрій Михайлович
Андрі́й Миха́йлович Па́трус-Карпа́тський (нар. 29 березня 1917, с. Теребля, тепер Тячівський район, Закарпаття — пом. 19 квітня 1980, Київ) — український поет лівого спрямування, перекладач, в'язень сталінських концтаборів. Член комуністичних угруповань Карпатської України.

## Життєпис
Справжнє прізвище — Патрус. 1928 року закінчив місцеву початкову школу, 1930 року — дворічну сільськогосподарську школу. 1930 року вступив до Хустської гімназії (виключено 1935 року за приналежність до підпільної комсомольської групи). 1934 ужгородська москвофільська газета «Наш путь» надрукувала перший вірш поета «Мой клич». Його вірші почали все частіше з'являтися на сторінках москвофільських видань «Карпато-русское слово», «Русскій народний голос». Під псевдонімом Сірий, Гранчак, Карпатський він друкує твори на сторінках видань «Карпатська правда», «Календар Карпатської правди», «Голос молоді». Його вірші, оповідання, памфлети представляють окремі чеські журнали та газети.
Переїхав до Мукачева і там 1937 року закінчив екстерном реальну російську гімназію. Відтоді — постійний кореспондент газети «Лемко» (США).
29 вересня 1939 року, після окупації Карпатської України військами адмірала Горті, рятуючись од переслідування угорської влади, нелегально перебрався в УРСР. Як члена Компартії, ЦК КП(б)У направив Патруса-Карпатського на роботу в редакцію газети «Червоний кордон» (Кам'янець-Подільський), де працював (також у газеті «Форпост соціалізму») до розторгнення союзу Гітлера і Сталіна 22 червня 1941 року.
26 червня 1941 року добровільно вступив у ряди Червоної армії. Закінчив курси удосконалення командного складу, воював у чині техніка-інтенданта на Південно-Західному фронті армії СРСР. У жовтні 1941 під час втечі з України поблизу Лохвиці поранено, через місяць під Богодуховом контужено. Тривалий час перебував на лікуванні. Улітку 1942 при формуванні Чехословацького армійського корпусу направлено (як колишнього громадянина Чехословаччини) в розпорядження гененала Людвіка Свободи, який призначив Патруса-Карпатського своїм перекладачем-ад'ютантом. У складі Чехословацького корпусу пройшов шлях від Бузулука до Праги.
У травні 1945 року за ухвалою ЦК КП(б)У направлено на роботу в редакцію газети «Закарпатська правда». У жовтні 1947 року заарештовано як «соціально підозрілого елемента». На підставі вигаданих звинувачень присуджено 25 років (пізніше замінено на 10) ув'язнення в таборах особливого режиму. Звинувачений у тому, що «систематично співробітничав… у фашистсько-націоналістичній пресі», «працюючи в 1942—1943 рр. у Чехословацькій військовій місії в СРСР, займався шпигунською діяльністю».
Відбував покарання у Воркуті (Республіка Комі), працюючи в шахті прохідником. Потім етаповано в Озерлаґ, у район концтабору Тайшет, де працював на каторжних роботах як лісоруб і електропильщик. На початку грудня 1956 звільнено з концтабору із довідкою МВС про перебування в місцях ув'язнення від 12 жовтня 1947 року до 24 листопада 1956 року. За дозволом спецслужб, 6 грудня 1956 року президія Правління Спілки письменників України поновила членство Патруса-Карпатського в СПУ. Як традиційне знущання над сталінськими в'язнями, йому виплачено «компенсацію» за каторжну працю у розмірі 2-місячного заробітку.
1973 року відвідав Кам'янець-Подільський.

## Творчість
- Збірки поезій
  - «Плетью по совести» (Ужгород, 1937; російською мовою),
  - «Батьківщина кличе до бою» (Куйбишев, 1943),
  - «Одної матері ми діти» (Ужгород, 1946),
  - «У сім'ї радянській» (Ужгорород, 1947),
  - «Що в серці найсвятіше» (1958),
  - «Іду життям» (1960),
  - «Бескиде, відрадо моя» (1961),
  - «Колиска орлина» (вірші і поеми, 1963),
  - «Малиново квітнуть ялини» (1966),
  - «Терези часу» (1967),
  - «Верховина» (1978).
- Збірка поем і оповідань «Рідний край кличе» (Нью-Йорк, 1938).
- Збірка сатиричних і гумористичних оповідань «Чорт на мотоциклі» (1966).
- Воєнно-історичний нарис «З левами на щитах» («Генерал Свобода», 1975).
- Переклади з чеської, словацької, угорської мов.